# Albert Wipper
Albert Wipper (* 16. Mai 1896 in Ummendorf; † 31. Oktober 1983) war ein deutscher Landwirt, Staatsbeamter und Landwirtschaftsfunktionär. Er war u. a. Hauptabteilungsleiter im Reichsministerium für die besetzten Ostgebiete.

## Leben
Albert Wipper besuchte nach der Dorfschule bis zur mittleren Reife die landwirtschaftliche Schule Marienburg. Ab 1. September 1914 kämpfte er als Kriegsfreiwilliger im Ersten Weltkrieg und kam zur 1. Kompanie der Garde-Jäger. Am 14. Mai 1915 wurde er zum Leutnant d. R. befördert und kam als Kompanieoffizier zum Einsatz. Von Juli 1915 bis September 1917 war er Bataillons-Adjutant und anschließend im Regimentsstab. Bis Kriegsende war er bei verschiedenen Regimentern eingesetzt. Am 20. November 1918 schloss er sich dem Grenzschutz Ost an und blieb dort bis zum 4. Januar 1919. Anschließend diente er in der Reichswehr und schied zum 20. Mai 1920 unter Beförderung zum Oberleutnant d. R. aus dem aktiven Dienst aus. Ab dem 23. August 1923 bewirtschaftete er den väterlichen Hof. 
Zum 1. Juni 1931 trat er der NSDAP bei (Mitgliedsnummer 548.871). Im November 1932 wurde er in die Landwirtschaftskammer gewählt und übernahm die Position des Zweiten Vizepräsidenten. Ende März 1933 wurde er Erster Vizepräsident und gleichzeitig Staatskommissar für die Landwirtschaftskammer Sachsen-Anhalt. Im darauffolgenden Jahr wurde er Leiter der Hauptabteilung II der Landesbauernschaft für die Provinz Sachsen. Zum 15. April 1934 trat er der SS bei (SS-Nummer 277.249) und war beim Rasse- und Siedlungshauptamt stationiert, zum 30. Januar 1944 wurde er zum SS-Hauptsturmführer befördert. 1940 erfolgte die Ernennung zum Generallandschaftsrat der Provinz Sachsen. Ab 1941 war er im Reichsministerium für die besetzten Ostgebiete und wurde hier Hauptabteilungsleiter. Am 1. November 1944 wurde er mit dem Ritterkreuz des Kriegsverdienstkreuzes mit Schwertern ausgezeichnet. 